# Alaimus siddiqii
Alaimus siddiqii is een rondwormensoort uit de familie van de Alaimidae. De wetenschappelijke naam van de soort is voor het eerst geldig gepubliceerd in 1979 door Chaturvedi & Khera.